# 貝佛瑞城堡
贝佛瑞城堡（英語：Peveril Castle），又称卡斯尔顿城堡（英語：Castleton Castle）或峰区城堡（英語：Peak Castle），是位於英國英格蘭德比郡的一座城堡遺跡。贝佛瑞城堡曾是威廉·贝佛瑞在其封建领地上的主要定居点，始建于1066年诺曼征服英格兰至1086年《末日审判书》对其初次记载之间。贝佛瑞在诺丁汉郡和德比郡作为直属封臣持有土地，贝佛瑞城堡所在地是贝佛瑞领地的经济中心。从贝佛瑞城堡可以看到希望谷，卡斯尔顿和凯夫德尔。
贝佛瑞死后，其子继承了他的财产。贝佛瑞城堡于1155年被英格兰国王亨利二世没收。由王室所有期间，亨利二世于1157年、1158年、1164年多次访问贝佛瑞城堡，并招待过苏格兰国王马尔科姆四世。1173-1174年叛乱期间，城堡的防卫力量由三人增加到和博爾索弗城堡、諾丁漢城堡共用的一支由20位骑士带领的队伍。德比伯爵通过婚姻关系，获得了对城堡的要求权。1199年，第四代德比伯爵威廉·费勒斯以2,000马克的价格买下了峰区的领地，但是城堡仍由王室控制。1216年，约翰国王将城堡交给威廉·费勒斯，原先的城堡主虽然是约翰国王的支持者，但是拒不执行命令。约翰国王于是授权威廉·费勒斯以武力进行驱逐，原先的城堡主最终投降了，城堡没有留下受到攻击的痕迹。
1223年，贝佛瑞城堡重归王室所有。其后，城堡陆续经历了数次建设，直至1300年形成其最终的形态。14世纪末，城堡所属的封建领地被授予给兰开斯特公爵冈特的约翰。冈特的约翰很少使用这座城堡，因此令人从城堡的建筑材料中抽取部分重复使用于其他地方，这标志着贝佛瑞城堡衰落的开端。自此以后，城堡由兰开斯特公国拥有和管理。贝佛瑞城堡在行政上变得不再重要，1609年，记载已经显示其“严重荒废以致无法使用”。19世纪，沃尔特·司各特爵士在其小说《峰区的贝佛瑞》中描述了这座城堡。贝佛瑞城堡位于国家公园内，由英格蘭遺產委員會管理，是英国的在册古迹和I级登录建筑。

## 历史
贝佛瑞城堡位于一处石灰岩露头之上，从高处俯视着希望谷的西侧尽头。再向西2千米，是一座青铜时代的丘陵要塞；向东3千米，则是一座古罗马兵营。希望谷形成了一条天然的通讯线路，并且以其宝贵的矿产资源（特别是铅）而显得格外重要。

### 诺曼征服英格兰时期
希望谷中有一座较小的城堡，名为希望城堡。希望城堡的建立者威廉·贝佛瑞是威廉一世的追随者，在诺曼征服英格兰的过程中支持威廉一世。作为回报，1068年，威廉一世在征服英格兰中部地区和北英格兰的过程中，将诺丁汉城堡授予贝佛瑞，这是贝佛瑞首次出现在英格兰的书面记录中。有未经证实的传说认为，贝佛瑞是威廉一世的私生子。根据1086年的《末日审判书》，贝佛瑞已经成为诺丁汉郡和德比郡大片土地的拥有者。贝佛瑞建立贝佛瑞城堡的确切年份已不可考，仅可推断其建立早于1086年，因为末日审判书中已有记载。书中记载贝佛瑞城堡所在的位置为“峰洞”附近。尽管最早的诺曼城堡通常用木材建造，贝佛瑞城堡似乎是最初设计便是以石材建造。

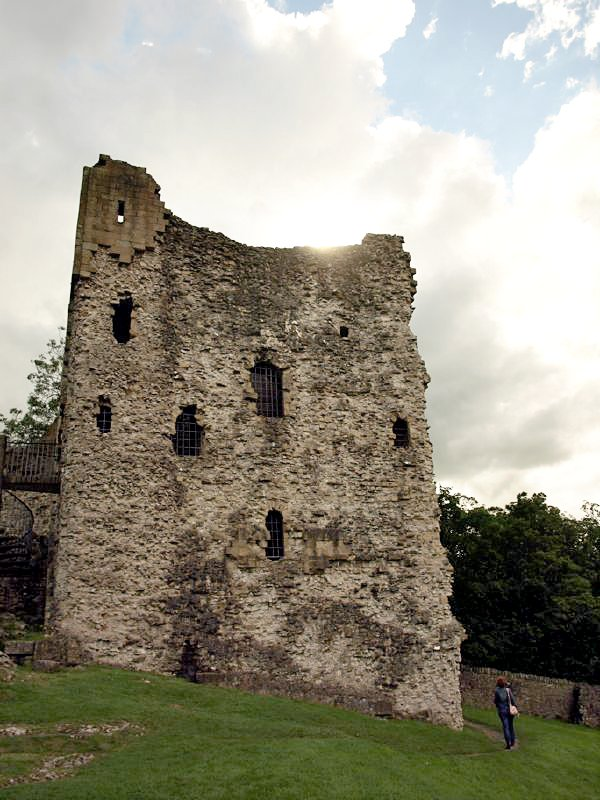
贝佛瑞城堡的主楼，其建成可追溯至12世纪前后

尽管威廉·贝佛瑞自己拥有大片土地，他的影响力主要来自于王室的授权。1100年，新国王亨利一世任命贝佛瑞为峰区的领主，贝佛瑞城堡也因此成为其领地的行政中心，承担着收税的职能。城堡附近的卡斯尔顿受益于城堡的这一职能，开始成长为贝佛瑞领地的经济中心。1114年，威廉·贝佛瑞逝世，其子小贝佛瑞继承了他的财产。在斯蒂芬和玛蒂尔达皇后间的内战中，小贝佛瑞支持的一方战败，他的财富在1141年的林肯之战中蒙受了损失。1153年，小贝佛瑞被怀疑对切斯特伯爵下毒，未来的国王亨利二世指责小贝佛瑞有“侵占和背叛”的行为，威胁要没收他的财产，交给切斯特伯爵。两年后，1155年，亨利二世即位，践行了他的威胁。切斯特伯爵此时已经逝世，亨利二世没收了贝佛瑞城堡之后将其占为己有。贝佛瑞城堡自此成为王室狩猎区的行政中心。
小贝佛瑞死于1155年，他的唯一的男性继承人在此之前已经离开人世，其家族财产的要求权归于小贝佛瑞的女婿，第二代德比伯爵罗伯特·费勒斯。亨利二世在其统治期间三次访问贝佛瑞城堡。1157年，亨利二世第一次访问贝佛瑞城堡时，招待了苏格兰国王马尔科姆四世，后者向亨利二世割让了坎伯蘭和威斯特摩蘭 (英格蘭)以示效忠。1158年和1164年，亨利二世又两次访问了贝佛瑞城堡。由幼王亨利、若弗鲁瓦二世、理查一世王子为首的男爵们发动的1173-1174年叛乱期间，亨利二世花费了116镑用于贝佛瑞城堡和博爾索弗城堡的建筑工作，并加强了其防卫力量。在此之前，贝佛瑞城堡的防卫力量仅有三人；叛乱期间，防卫力量则增加到和博爾索弗城堡、諾丁漢城堡共用的一支由20位骑士带领的队伍。叛乱1174年结束后，对于贝佛瑞城堡的投入仍在继续，王室支出记录显示1175年至1177年花费了184镑用于建造城堡主楼。石材的建造费用十分昂贵，贝佛瑞城堡的主楼比较小，而中等大小的石头城堡，例如欧福德城堡，建造费用可达数千磅。亨利二世统治期间，年平均收入大约10,000磅。由于文档多已散佚，考古研究未能明确城堡各部分的具体建造年代。1189年，亨利二世逝世，理查一世即位。加冕典礼后不久，理查一世将包括贝佛瑞城堡在内的峰区分封给了约翰。在理查一世第三次十字军东征的过程中，约翰发动了叛乱；理查一世回国后，没收了其领地。
1199年，理查一世逝世，约翰成为国王。第四代德比伯爵威廉·费勒斯此时继承了贝佛瑞家族财产的要求权，他向约翰国王支付了2,000马克，买下了峰区的领地，但是贝佛瑞城堡和博爾索弗城堡仍由王室控制。约翰国王最终在1216年将城堡交给了费勒斯，以确保费勒斯在面对全国性的大量叛乱时费勒斯仍继续支持他。原先的城堡主虽然是约翰国王的支持者，但是拒不执行命令。约翰国王于是授权威廉·费勒斯以武力进行驱逐，原先的城堡主最终投降了，城堡没有留下受到攻击的痕迹。

### 亨利三世时期
1216年，约翰国王逝世，其子亨利三世即位。情形依然一片混乱。继贝佛瑞城堡被费勒斯取得之后，1217年，博爾索弗城堡也在经历围攻之后被费勒斯取得。费勒斯的领主地位仅仅持续到1223年亨利三世成年，就在费勒斯极不情愿的情况下被王室收回。尽管在当时的卷宗中记录了贝佛瑞城堡相关的支出数量，支出的详情却没有具体记录。因此，维护费用和扩建费用无法清晰区分开。然而，英格蘭遺產委員會出版的指南认为花费较高的两个时间段对应了扩建工程，其中之一是1204年-1207年间，花费54磅；另一是1210年-1212年间，花费67磅。根据历史学家的估算，1200年前后，英格兰全国只有七个富豪每年收入能够超过400磅，而一个骑士每年可以只花10磅至20磅就生活得很好了。

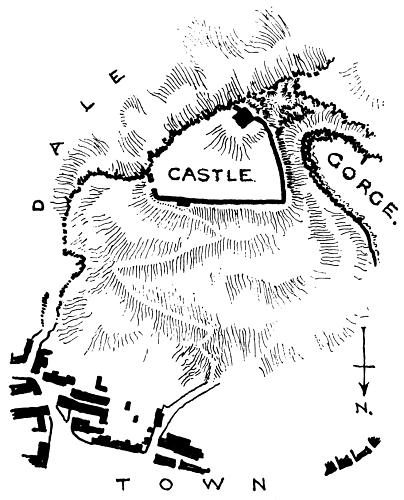
贝佛瑞城堡附近区域的地图，显示了贝佛瑞城堡和卡斯尔顿的位置关系，选自约翰·阿尔弗莱德·高奇1909年的著作

13世纪其余的时间里相对平静，记录显示这期间贝佛瑞城堡一直由王室维护。1235年，为了迎接国王的访问，北侧的墙和桥被修复。在1250-1252年间、1272-1275年间、1288-1290年间，贝佛瑞城堡进行了相当程度的修建工作，分别花费了60磅、40磅和151磅，城堡最终于1300年之前建设完成。城堡的所有权在这期间由亨利三世同切斯特伯国一道转交给爱德华王子（即稍后的爱德华一世），其中贝佛瑞城堡还成为了卡斯蒂利亚的埃莉诺寡妇产的一部分，假如爱德华王子先于她逝世，城堡即成为她的财产。在当时，峰区的领主权大约价值每年300磅。在第二次诸侯战争爆发时，贝佛瑞城堡由第六代德比伯爵罗伯特·费勒斯占据，第六代莱切斯特伯爵西蒙·德孟福尔要求亨利三世交出贝佛瑞城堡，但1265年德孟福尔逝世后又回到了王室的控制下，并交还给了埃莉诺作为寡妇产。埃莉诺先于爱德华王子逝世，所以贝佛瑞城堡再次回到王室的控制下。

## 延伸阅读
- Great Britain. Department of the Environment. . HMSO. 1979. ISBN 0-11-671466-2.